# Bruchidius halodendri
Bruchidius halodendri là một loài bọ cánh cứng trong họ Bruchidae. Loài này được Gebler miêu tả khoa học năm 1827.